# Брезаола
Бреза́ола (итал. bresaola) — блюдо из соленой вяленой говядины (в некоторых случаях также конина, свинина, оленина или ослятина), которая вызревает на протяжении двух-трёх месяцев, пока не становится твёрдой и не приобретает характерный темно-красный цвет. Тонко нарезанная брезаола имеет нежный вкус и сладковатый терпкий запах.
Родиной брезаолы считается Вальтеллина — альпийская долина на севере итальянской Ломбардии.
Название брезаола представляет собой уменьшительную форму ломбардского bresada («тушёный»).

## Приготовление
Для приготовления брезаолы говяжьи ножки тщательно обезжиривают путём обрезки, и втирают в них соль и специи, в частности, ягоды можжевельника, корицу и мускатный орех. После этого ножки оставляют для просолки на несколько дней. Затем следует период вяления, который длится от одного до трех месяцев, в зависимости от веса конкретной брезаолы. В процессе вяления мясо теряет до 40 % своего первоначального веса.
В Вальтеллине, на родине брезаолы, аналогичная кулинарная технология применяется и к более мелким кусочкам мяса. Так производится слинзега (итал. slinzega), имеющая гораздо более выраженный, специфический аромат. Традиционно для изготовления слинзеги использовалась конина, но сегодня используют и другие виды мяса, такие, как свинина и оленина.

## Подача
Брезаола используется в итальянской кухне как закуска — антипасто. Перед подачей она обычно нарезается тонкими ломтиками. Подаётся при комнатной температуре или слегка охлажденной. Брезаолу едят, сбрызнув оливковым маслом и лимонным соком или бальзамическим уксусом, а также подают с салатом из руколы и сыра пармезан. Брезаолу иногда путают с карпаччо, которое готовят из тонко нарезанной сырой говядины (остальные ингредиенты те же).
Продукты, достаточно близкие к брезаоле, существуют в альпийских долинах Швейцарии и Франции (департамент Юра), где носят названия Bündnerfleisch (нем.) и Brési (фр.) соответственно.